# Rosemarie Bühler-Fey
Rosemarie Bühler-Fey (* in Freiburg im Breisgau) ist eine deutsche Opern- und Liedsängerin (Mezzosopran).

## Leben
Rosemarie Bühler-Fey studierte an der Musikhochschule ihrer Heimatstadt. Bereits während ihres Studiums erhielt sie Engagements bei Musikfestspielen und Einladungen zu Konzerten im In- und Ausland. Sie gehörte dem Ensemble am Nationaltheater Mannheim an und wirkte bei zahlreichen Produktionen für Rundfunk (Südwestfunk, Süddeutscher Rundfunk, Saarländischer Rundfunk, BBC London) und Fernsehen mit. Ab 1982 lehrte sie an der Hochschule für Musik Saar in Saarbrücken; 1995 wurde sie dort zur Professorin für Gesang berufen und ging 2017 in den Ruhestand.
Zu ihren Schülerinnen zählt die Mezzosopranistin Judith Braun.